# Alekséi Némov
Alekséi Yúrievich Némov (en ruso: Алексей Юрьевич Немов; Barashevo, Mordovia, Rusia, 28 de mayo de 1976) es un gimnasta ruso, ganador de varias medallas en los Juegos Olímpicos, cuatro de oro, dos de plata y seis de bronce ganadas entre los Juegos Olímpicos de Atlanta 1996 y los Juegos Olímpicos de Sídney 2000.
Además ha ganado otras medallas como las conseguidas en los Campeonatos del Mundo, cinco oros, cuatro platas y cuatro bronces (repartidos desde 1994 a 2003). También ha conseguido tres oros y un bronce en los Campeonatos de Europa entre los años 1994 a 2002.

## Biografía
Nacido el 28 de mayo de 1976 en la pequeña población de Barashevo vive desde pequeño en Togliatti con su madre únicamente ya que su padre les abandonó antes de nacer y nunca le ha conocido. Desde pequeño manifestó inquietud deportiva y practicó fútbol y hockey, hasta que su madre se decantó por la gimnasia y le apuntó con tan solo 5 años.
Tras diversas relaciones sentimentales, una de ellas con Elena Vitrichenko, el 2 de junio de 2000 se casó con su actual mujer, Galina, a la que había conocido en Moscú, en el gimnasio donde se concentra siempre el equipo ruso antes de las grandes citas y donde ella trabajaba. Alekséi y Galina viven en Togliatti, con su hijo Alekséi, que nació el 2 de septiembre de 2000, durante la concentración previa a los Juegos Olímpicos de Sídney 2000. Tras su retirada no se ha desvinculado de la gimnasia y en los Juegos Olímpicos de Pekín 2008 ha viajado junto a la delegación rusa para apoyar a los atletas de su país.
Es famoso por su simpatía, su atractivo físico y su forma de ganarse al público, por lo que ha sido apodado "Sexy Alekséi" o "El bello". Tiene una gran amistad con su compañera durante años de competición Svetlana Jórkina con quién los medios rusos trataron de relacionarle desmintiéndolo ambos repetidas veces.
Una lesión en su infancia le causó muchas molestias físicas y dolores una vez ya adelantada su carrera deportiva, aun así mantuvo la misma consiguiendo medallas en diferentes eventos.

### Carrera deportiva
A los 14 años ingresó en el equipo juvenil nacional de su país, y en 1992 en el equipo nacional. Debutó en el  Mundial de 1993, con 16 años, quedando en quinto puesto en suelo. En 1999 fue operado de una lesión en el hombro, lo que afectó a su participación en los mundiales.
En los Juegos Olímpicos de Atenas 2004, fue protagonista de un escándalo. Tras una actuación en la barra que entusiasmó al público, el jurado le dio una nota de 9.725, que le dejaba fuera de la lucha por las medallas. Entonces, el público inició una sonora pitada. Los jueces reconsideraron su decisión y le dieron un 9.762, que aun así seguía siendo insuficiente. El público siguió protestando, y no paró hasta que el propio Némov les pidió silencio, por respeto al resto de gimnastas. Este incidente provocó que se revisara la forma de puntuar en este deporte y en 2006 se cambió el método. Némov nunca hizo declaraciones en contra de los jueces.